# Empress Ki
Empress Ki (hangul: 기황후; hanja: 奇皇后; rr: Gi Hwanghu) é uma série de televisão sul-coreana exibida pela emissora MBC TV, de 28 de outubro de 2013 a 29 de abril de 2014, com um total de 51 episódios. É estrelada por Ha Ji-won, Joo Jin-mo e Ji Chang-wook. Seu enredo gira em torno de Gi Seungnyang, uma mulher de Goryeo, que ascende ao poder apesar das restrições do sistema de classes da época e mais tarde se casa com Toghon Temür (Imperador do Império Mongol), para se tornar uma Imperatriz da Dinastia chinesa Yuan.
Empress Ki obteve êxito tanto nacional como internacional, o que a levou a série a receber o prêmio Pássaro Dourado de Série de Drama no Seoul International Drama Awards. Ha Ji-won também venceu o prêmio principal no MBC Drama Awards por sua atuação.

## Título
O primeiro título provisório foi Hwatu (coreano: 화투; lit. "Batalha das Flores"), mas foi modificado para evitar confusão com o jogo de  cartas de mesmo nome.

## Enredo
Gi Seungnyang (Ha Ji-won) é uma jovem garota de Goryeo, que testemunha a morte traumática de sua mãe pelas mãos do general Dangkise (Kim Jung-hyun). Ela cresce como um homem para esconder sua verdadeira  identidade como mulher sob o pseudônimo de "O Chacal". Sua reputação atrai Wang-Yoo (Joo Jin-mo), o príncipe deposto de Goryeo, que lentamente começa a ansiar pelo amor de Seungyang, sem saber que ela é uma mulher.
Quando Wang-Yoo é finalmente coroado rei de Goryeo, Seungnyang conhece Ta-hwan (Ji Chang-wook), o príncipe exilado de Yuan. Após aguentar uma jornada com Ta-hwan a fim de escapar de seus perseguidores, ela  encontra seu pai, que é torturado e trancado na prisão para morrer, após Ta-hwan mentir sobre ele, sem saber que era o pai de Seungyang e sob pressão do Grande Conselhero. Mais tarde, Ta-hwan retorna a Yuan como o novo imperador, enquanto a identidade de Seungnyang como uma mulher é descoberta, o que a faz ser levada à força para Yuan para trabalhar no palácio. Ela promete se vingar de Ta-hwan, que agora é casado com Tanashiri (Baek Jin-hee), a filha do Grande Conselheiro.

## Elenco

### Elenco principal
- Ha Ji-won como Imperatriz Gi / Ki Seung Nyang[3]
  - Hyun Seung-min como Ki Seung Nyang jovem

Imperatriz e consorte de Toghon Temür / Noiva de Wang Yoo / Jackal
- Joo Jin-mo como Wang Yoo
  - Ahn Do-gyu como Wang Yoo jovem

Rei de Goryeo 
- Ji Chang-wook como Toghon Temür / Ta Hwan

Imperador da Dinastia Yuan
- Baek Jin-hee como Tanashiri (Danashiri)

Imperatriz/Esposa de Toghan Temür / Filha do Regente El Temür
| - Kim Ji-han como Tal Tal (Togon) - Kim Seo-hyung como Imperatriz Dowager Hwang (Budashiri) - Jeon Gook-hwan como Yeon-chul (El Temür) - Kim Jung-hyun como Tang Ki-se (Tangqishi) - Cha Do-jin como Ta La-hae - Kim Young-ho como Baek-ahn (Bayan) - Lee Jae-yong como Wang Go - Kim Myung-gook como Jang Soon-yong - Lee Won-jong como Dok-man - Lee Moon-sik como Bang Shin-woo - Yoon Yong-hyun como Jeom-bak - Jung Woong-in como Yeom Byung-soo - Choi Moo-sung como Park Bul-hwa (Bak Bulhwa) - Kwon Oh-joong como Choi Moo-song - Kim Hyung-bum como Jo-cham - Song Kyung-chul como Jeok-ho / Mak-saeng - Jeon Se Hyun como concubina de Toghon Temür - Yoon A-jung como Yeon-hwa - Lee Ji-hyun como Hong-dan - Jo Jae-yoon como Golta - Yoo In-young como Yeon Bi-soo / Batoru - Seo Yi-sook como Lady Seo - Cha Kwang-soo como Go Yong-bo - Park Ha-na como Woo-hee - Kim Mu-young - Na-moo - Kim Jin-sung como Príncipe Maha - Sul Wo Hyung como Príncipe Maha jovem - Kim Jin-woo - Biligtü Khan - Lee Shi-woo - Biligtü Khan jovem | - Kwon Tae-won como Rei Chungsuk - Ryu Hyun-kyung como Princesa Kyung-hwa - Shin Seung-hwan como Kwebo - Kim Myung-soo como Ki Ja-oh (Gi Ja-oh) - Han Hye-rin como Lady Park - Lee Eung-kyung como Lady Noh - Oh Kwang-rok como Heuk-soo - Shim Yi-young como vidente (Episódio 28) - Park Hae-mi como xamã (Episódios 34-35) - Lim Ju-eun como Bayan Khutugh |

## Produção
Empress Ki recebeu críticas positivas pelas habilidades de atuação de seu elenco, pano de fundo emocionante e cenas elaboradas. Apesar de sua popularidade, a série foi criticada por incluir elementos ficcionais em relação aos personagens e ao enredo. Muita preocupação foi levantada sobre a representação da série da Imperatriz titular Ki, que foi retratada como um bravo guerreiro na série. Os historiadores estavam preocupados de que o público ignorasse o fato de que na vida real da Imperatriz Ki, ela foi a responsável por atacar sua terra natal.

## Trilha sonora
| N.º | Título                        | Artista(s)    | Duração |  |
| 1.  | "Thorn Love" (가시사랑)       | 4men          | 3:34    |  |
| 2.  | "Thorn Love" (Inst.)          |               | 3:34    |  |
| 3.  | "Love Wind" (사랑 바람)       | Wax           | 3:05    |  |
| 4.  | "Love Wind" (Inst.)           |               | 3:05    |  |
| 5.  | "Love You" (사랑 합니다)      | Junsu         | 3:41    |  |
| 6.  | "Love You" (Inst.)            |               | 3:41    |  |
| 7.  | "Just Once" (한번만)          | Soyou         | 4:11    |  |
| 8.  | "Just Once" (Inst.)           |               | 4:11    |  |
| 9.  | "The Wind" (ㅂ람결)           | Park Wan-kyu  | 3:29    |  |
| 10. | "The Wind" (Inst.)            |               | 3:29    |  |
| 11. | "The Day"                     | Zia           | 3:35    |  |
| 12. | "The Day" (Inst.)             |               | 3:35    |  |
| 13. | "To the Butterfly" (나비에게) | Ji Chang-wook | 4:06    |  |
| 14. | "To the Butterfly" (Inst.)    |               | 4:06    |  |

| Disco 2 |                              |              |         |  |
| N.º     | Título                       | Artista(s)   | Duração |  |
| 1.      | "Empress Ki (Opening Title)" | Kim Jang Woo | 3:20    |  |
| 2.      | "Empress ki (Main theme)"    | Kim Jang Woo | 5:14    |  |
| 3.      | "Emperor"                    | Kim Jang Woo | 2:20    |  |
| 4.      | "Destiny"                    | Kim Jang Woo | 5:29    |  |
| 5.      | "Flower Blossom"             | Kim Jang Woo | 5:38    |  |
| 6.      | "The Greatest Day"           | Kim Jang Woo | 2:38    |  |
| 7.      | "Fate"                       | Kim Jang Woo | 4:47    |  |
| 8.      | "Princess"                   | Kim Jang Woo | 2:58    |  |
| 9.      | "Heroes"                     | Kim Jang Woo | 2:09    |  |
| 10.     | "Horse Riding"               | Kim Jang Woo | 1:31    |  |

## Recepção
Empress Ki alcançou altos índices de audiência na Coreia do Sul durante sua exibição, ficando em primeiro lugar no horário e obtendo de pico 33,9 por cento. De acordo com um relatório do canal ETTV de Taiwan, a série foi classificada como o melhor programa estrangeiro de 2014 no país, com 5,35% de audiência, tornando-se o segundo drama coreano após Jewel in the Palace (2003) a fazê-lo.
Na tabela abaixo, os números azuis representam as audiências mais baixas e os números vermelhos representam as audiências mais elevadas.
| Episódio | Data de transmissão original | Audiência média | Audiência média              | Audiência média | Audiência média              |
| Episódio | Data de transmissão original | TNmS Ratings    | TNmS Ratings                 | AGB Nielsen     | AGB Nielsen                  |
| Episódio | Data de transmissão original | Em todo o país  | Região Metropolitana de Seul | Em todo o país  | Região Metropolitana de Seul |
| -------- | ---------------------------- | --------------- | ---------------------------- | --------------- | ---------------------------- |
| 1        | 28 de outubro de 2013        | 10.1%           | 12.3%                        | 11.1%           | 13.3%                        |
| 2        | 29 de outubro de 2013        | 12.0%           | 14.6%                        | 13.6%           | 15.8%                        |
| 3        | 4 de novembro de 2013        | 11.7%           | 14.9%                        | 12.8%           | 14.5%                        |
| 4        | 5 de novembro de 2013        | 12.7%           | 15.4%                        | 14.5%           | 16.6%                        |
| 5        | 11 de novembro de 2013       | 14.0%           | 17.3%                        | 14.5%           | 16.1%                        |
| 6        | 12 de novembro de 2013       | 14.6%           | 18.6%                        | 16.3%           | 18.7%                        |
| 7        | 18 de novembro de 2013       | 15.2%           | 18.4%                        | 15.5%           | 17.6%                        |
| 8        | 19 de novembro de 2013       | 16.5%           | 20.1%                        | 16.9%           | 18.6%                        |
| 9        | 25 de novembro de 2013       | 15.4%           | 19.1%                        | 17.2%           | 19.5%                        |
| 10       | 26 de novembro de 2013       | 16.2%           | 19.5%                        | 18.1%           | 19.6%                        |
| 11       | 2 de dezembro de 2013        | 17.7%           | 20.8%                        | 17.8%           | 20.5%                        |
| 12       | 3 de dezembro de 2013        | 18.4%           | 21.7%                        | 19.0%           | 21.0%                        |
| 13       | 9 de dezembro de 2013        | 19.1%           | 23.6%                        | 20.2%           | 23.5%                        |
| 14       | 10 de dezembro de 2013       | 18.4%           | 23.3%                        | 19.5%           | 21.9%                        |
| 15       | 16 de dezembro de 2013       | 17.7%           | 21.7%                        | 18.8%           | 21.5%                        |
| 16       | 17 de dezembro de 2013       | 18.1%           | 21.9%                        | 18.8%           | 21.4%                        |
| 17       | 23 de dezembro de 2013       | 17.3%           | 20.5%                        | 17.3%           | 20.1%                        |
| 18       | 24 de dezembro de 2013       | 17.3%           | 20.5%                        | 17.5%           | 19.9%                        |
| 19       | 6 de janeiro de 2014         | 17.0%           | 21.8%                        | 17.9%           | 20.4%                        |
| 20       | 7 de janeiro de 2014         | 18.5%           | 23.8%                        | 19.1%           | 21.3%                        |
| 21       | 13 de janeiro de 2014        | 18.2%           | 23.7%                        | 19.6%           | 22.9%                        |
| 22       | 14 de janeiro de 2014        | 19.0%           | 23.9%                        | 20.3%           | 22.1%                        |
| 23       | 20 de janeiro de 2014        | 19.5%           | 23.6%                        | 20.8%           | 23.6%                        |
| 24       | 21 de janeiro de 2014        | 20.7%           | 24.7%                        | 22.6%           | 26.2%                        |
| 25       | 27 de janeiro de 2014        | 21.4%           | 27.0%                        | 22.8%           | 26.8%                        |
| 26       | 28 de janeiro de 2014        | 22.0%           | 26.3%                        | 24.9%           | 28.6%                        |
| 27       | 3 de fevereiro de 2014       | 24.2%           | 29.8%                        | 23.9%           | 27.7%                        |
| 28       | 4 de fevereiro de 2014       | 24.0%           | 29.3%                        | 25.3%           | 29.1%                        |
| 29       | 10 de fevereiro de 2014      | 20.8%           | 25.3%                        | 22.7%           | 25.3%                        |
| 30       | 17 de fevereiro de 2014      | 25.3%           | 30.9%                        | 26.5%           | 29.9%                        |
| 31       | 18 de fevereiro de 2014      | 25.6%           | 30.9%                        | 26.6%           | 29.4%                        |
| 32       | 24 de fevereiro de 2014      | 24.4%           | 31.0%                        | 25.3%           | 28.8%                        |
| 33       | 25 de fevereiro de 2014      | 27.9%           | 33.6%                        | 28.6%           | 31.3%                        |
| 34       | 3 de março de 2014           | 26.1%           | 32.4%                        | 26.2%           | 29.7%                        |
| 35       | 4 de março de 2014           | 26.5%           | 32.3%                        | 28.3%           | 31.4%                        |
| 36       | 10 de março de 2014          | 26.0%           | 31.4%                        | 29.2%           | 30.8%                        |
| 37       | 11 de março de 2014          | 27.1%           | 32.4%                        | 29.2%           | 32.4%                        |
| 38       | 17 de março de 2014          | 25.6%           | 30.7%                        | 27.7%           | 31.3%                        |
| 39       | 18 de março de 2014          | 25.0%           | 29.3%                        | 26.5%           | 29.7%                        |
| 40       | 24 de março de 2014          | 22.4%           | 27.5%                        | 24.4%           | 27.9%                        |
| 41       | 25 de março de 2014          | 24.0%           | 29.8%                        | 26.0%           | 28.8%                        |
| 42       | 31 de março de 2014          | 23.5%           | 27.2%                        | 25.0%           | 28.8%                        |
| 43       | 1 de abril de 2014           | 24.1%           | 27.4%                        | 25.0%           | 27.9%                        |
| 44       | 7 de abril de 2014           | 23.9%           | 27.8%                        | 24.3%           | 27.2%                        |
| 45       | 8 de abril de 2014           | 23.5%           | 28.7%                        | 25.5%           | 28.7%                        |
| 46       | 14 de abril de 2014          | 23.9%           | 28.0%                        | 25.3%           | 28.3%                        |
| 47       | 15 de abril de 2014          | 23.8%           | 28.9%                        | 26.1%           | 28.8%                        |
| 48       | 21 de abril de 2014          | 22.7%           | 25.6%                        | 22.9%           | 24.9%                        |
| 49       | 22 de abril de 2014          | 23.9%           | 27.2%                        | 26.6%           | 29.4%                        |
| 50       | 28 de abril de 2014          | 25.7%           | 30.6%                        | 26.2%           | 28.7%                        |
| 51       | 29 de abril de 2014          | 28.3%           | 33.9%                        | 28.7%           | 31.7%                        |
| Média    | Média                        | 20.72%          | 25.12%                       | 21.90%          | 24.70%                       |

Empress Ki foi exibido pela GMA Network de 20 de outubro de 2014 a 14 de abril de 2015, durante a semana e dividido em cem episódios de uma hora cada, incluindo intervalos comerciais. Alguns episódios tiveram sua exibição antecipada, sendo elas em 31 de dezembro de 2014, devido à Contagem Regressiva para o Especial de Ano Novo de 2015 da GMA e de 2 a 3 de abril de 2015, para dar continuidade à programação da Semana Santa. Empress Ki foi dublada em filipino e obteve os maiores índices de audiência para um drama coreano no país em 2015.
Uma reexibição ocorreu pela GMA News TV, de 12 de julho de 2016 a 20 de janeiro de 2017.
| Episódio | Data de transmissão     | Audiência média | Audiência média |
| Episódio | Data de transmissão     | AGB Nielsen     | Kantar Media    |
| Episódio | Data de transmissão     | Grande Manila   | Em todo o país  |
| -------- | ----------------------- | --------------- | --------------- |
| 1        | 20 de outubro de 2014   | 12.6%           | 7.3%            |
| 2        | 21 de outubro de 2014   | 12.8%           | 7.0%            |
| 3        | 22 de outubro de 2014   | 12.7%           | 6.8%            |
| 4        | 23 de outubro de 2014   | 12.9%           | 7.5%            |
| 5        | 27 de outubro de 2014   | 12.5%           | 6.4%            |
| 6        | 28 de outubro de 2014   | 11.1%           | 6.8%            |
| 7        | 29 de outubro de 2014   | 12.8%           | 6.9%            |
| 8        | 30 de outubro de 2014   | 12.8%           | 7.5%            |
| 9        | 3 de novembro de 2014   | 13.3%           | 7.1%            |
| 10       | 4 de novembro de 2014   | 12.2%           | 7.5%            |
| 11       | 5 de novembro de 2014   | 13.9%           | 7.9%            |
| 12       | 6 de novembro de 2014   | 12.7%           | 7.5%            |
| 13       | 10 de novembro de 2014  | 13.2%           | 7.4%            |
| 14       | 11 de novembro de 2014  | 13.0%           | 7.3%            |
| 15       | 12 de novembro de 2014  | 14.6%           | 8.4%            |
| 16       | 13 de novembro de 2014  | 14.9%           | 8.5%            |
| 17       | 17 de novembro de 2014  | 13.8%           | 8.4%            |
| 18       | 18 de novembro de 2014  | 14.6%           | 8.4%            |
| 19       | 19 de novembro de 2014  | 14.3%           | 8.6%            |
| 20       | 20 de novembro de 2014  | 14.4%           | 8.4%            |
| 21       | 24 de novembro de 2014  | 14.5%           | 8.7%            |
| 22       | 25 de novembro de 2014  | 13.9%           | 8.2%            |
| 23       | 26 de novembro de 2014  | 16.0%           | 8.4%            |
| 24       | 27 de novembro de 2014  | 14.5%           | 8.1%            |
| 25       | 1 de dezembro de 2014   | 14.8%           | 9.2%            |
| 26       | 2 de dezembro de 2014   | 15.1%           | 9.2%            |
| 27       | 3 de dezembro de 2014   | 14.1%           | 9.7%            |
| 28       | 4 de dezembro de 2014   | 15.2%           | 9.9%            |
| 29       | 8 de dezembro de 2014   | 15.8%           | 8.3%            |
| 30       | 9 de dezembro de 2014   | 14.7%           | 7.9%            |
| 31       | 10 de dezembro de 2014  | 16.2%           | 9.2%            |
| 32       | 11 de dezembro de 2014  | 15.4%           | 6.8%            |
| 33       | 15 de dezembro de 2014  | 14.0%           | 8.1%            |
| 34       | 16 de dezembro de 2014  | 15.0%           | 9.0%            |
| 35       | 17 de dezembro de 2014  | 15.1%           | 8.7%            |
| 36       | 18 de dezembro de 2014  | 15.9%           | 9.8%            |
| 37       | 22 de dezembro de 2014  | 15.6%           | 9.1%            |
| 38       | 23 de dezembro de 2014  | 16.2%           | 8.9%            |
| 39       | 24 de dezembro de 2014  | 15.1%           | 11.9%           |
| 40       | 25 de dezembro de 2014  | 15.2%           | 8.1%            |
| 41       | 29 de dezembro de 2014  | 16.4%           | 7.8%            |
| 42       | 30 de dezembro de 2014  | 16.3%           | 9.5%            |
| 43       | 1 de janeiro de 2015    | 16.4%           | 8.9%            |
| 44       | 5 de janeiro de 2015    | 16.6%           | 8.9%            |
| 45       | 6 de janeiro de 2015    | 18.2%           | 10.3%           |
| 46       | 7 de janeiro de 2015    | 17.5%           | 9.5%            |
| 47       | 8 de janeiro de 2015    | 16.3%           | 9.0%            |
| 48       | 12 de janeiro de 2015   | 17.2%           | 9.2%            |
| 49       | 13 de janeiro de 2015   | 17.7%           | 9.8%            |
| 50       | 14 de janeiro de 2015   | 19.1%           | 11.0%           |
| 51       | 15 de janeiro de 2015   | 17.9%           | 10.1%           |
| 52       | 19 de janeiro de 2015   | 19.3%           | 10.2%           |
| 53       | 20 de janeiro de 2015   | 19.0%           | 10.8%           |
| 54       | 21 de janeiro de 2015   | 19.0%           | 11.1%           |
| 55       | 22 de janeiro de 2015   | 21.1%           | 11.3%           |
| 56       | 26 de janeiro de 2015   | 19.9%           | 10.0%           |
| 57       | 27 de janeiro de 2015   | 19.6%           | 10.5%           |
| 58       | 28 de janeiro de 2015   | 20.3%           | 10.9%           |
| 59       | 29 de janeiro de 2015   | 21.1%           | 11.4%           |
| 60       | 2 de fevereiro de 2015  | 19.2%           | 10.2%           |
| 61       | 3 de fevereiro de 2015  | 19.3%           | 11.2%           |
| 62       | 4 de fevereiro de 2015  | 19.2%           | 11.6%           |
| 63       | 5 de fevereiro de 2015  | 20.6%           | 11.8%           |
| 64       | 9 de fevereiro de 2015  | 20.5%           | 12.8%           |
| 65       | 10 de fevereiro de 2015 | 19.8%           | 11.7%           |
| 66       | 11 de fevereiro de 2015 | 21.3%           | 12.3%           |
| 67       | 12 de fevereiro de 2015 | 20.8%           | 12.4%           |
| 68       | 16 de fevereiro de 2015 | 21.3%           | 12.3%           |
| 69       | 17 de fevereiro de 2015 | 20.4%           | 12.5%           |
| 70       | 18 de fevereiro de 2015 | 22.1%           | 13.2%           |
| 71       | 19 de fevereiro de 2015 | 21.6%           | 13.2%           |
| 72       | 23 de fevereiro de 2015 | 21.3%           | 14.1%           |
| 73       | 24 de fevereiro de 2015 | 20.6%           | 13.7%           |
| 74       | 25 de fevereiro de 2015 | 19.8%           | 14.4%           |
| 75       | 26 de fevereiro de 2015 | 19.1%           | 14.0%           |
| 76       | 2 de março de 2015      | 19.8%           | 12.7%           |
| 77       | 3 de março de 2015      | 19.8%           | 12.1%           |
| 78       | 4 de março de 2015      | 19.7%           | 12.6%           |
| 79       | 5 de março de 2015      | 20.7%           | 13.1%           |
| 80       | 9 de março de 2015      | 18.9%           | 13.1%           |
| 81       | 10 de março de 2015     | 19.5%           | 13.5%           |
| 82       | 11 de março de 2015     | 19.6%           | 13.4%           |
| 83       | 12 de março de 2015     | 19.3%           | 13.1%           |
| 84       | 16 de março de 2015     | 18.2%           | 12.4%           |
| 85       | 17 de março de 2015     | 19.0%           | 12.6%           |
| 86       | 18 de março de 2015     | 20.2%           | 13.2%           |
| 87       | 19 de março de 2015     | 20.5%           | 13.1%           |
| 88       | 23 de março de 2015     | 20.5%           | 13.9%           |
| 89       | 24 de março de 2015     | 21.5%           | 14.6%           |
| 90       | 25 de março de 2015     | 21.5%           | 15.3%           |
| 91       | 26 de março de 2015     | 21.0%           | 14.6%           |
| 92       | 30 de março de 2015     | 21.4%           | 14.9%           |
| 93       | 31 de março de 2015     | 22.1%           | 14.9%           |
| 94       | 1 de abril de 2015      | 22.8%           | 15.8%           |
| 95       | 6 de abril de 2015      | 21.6%           | 15.1%           |
| 96       | 7 de abril de 2015      | 22.0%           | 14.0%           |
| 97       | 8 de abril de 2015      | 21.6%           | 14.9%           |
| 98       | 9 de abril de 2015      | 22.3%           | 15.9%           |
| 99       | 13 de abril de 2015     | 23.9%           | 16.6%           |
| 100      | 14 de abril de 2015     | 25.2%           | 17.2%           |
| Média    | Média                   | 17.66%          | 10.73%          |

## Prêmios e indicações
| Ano  | Prêmio                           | Categoria                                                    | Beneficiário                     | Resultado |
| ---- | -------------------------------- | ------------------------------------------------------------ | -------------------------------- | --------- |
| 2013 | MBC Drama Awards                 | Grande Prêmio (Daesang)                                      | Ha Ji-won                        | Venceu    |
| 2013 | MBC Drama Awards                 | Prêmio Top Excelência, Atriz em um Projeto Especial de Drama | Ha Ji-won                        | Indicado  |
| 2013 | MBC Drama Awards                 | Prêmio Top Excelência, Ator em um Projeto Especial de Drama  | Joo Jin-mo                       | Venceu    |
| 2013 | MBC Drama Awards                 | Prêmio de Excelência, Ator em um Projeto Especial de Drama   | Ji Chang-wook                    | Venceu    |
| 2013 | MBC Drama Awards                 | Escritor(es) do Ano                                          | Jang Young-chul, Jung Kyung-soon | Venceu    |
| 2013 | MBC Drama Awards                 | Melhor Atriz Revelação                                       | Baek Jin-hee                     | Venceu    |
| 2014 | Baeksang Arts Awards             | Melhor Atriz Revelação (TV)                                  | Baek Jin-hee                     | Venceu    |
| 2014 | Seoul International Drama Awards | Melhor Série de Drama                                        | Empress Ki                       | Venceu    |
| 2014 | Seoul International Drama Awards | Melhor Atriz                                                 | Ha Ji-won                        | Indicado  |
| 2014 | Korea Drama Awards               | Grande Prêmio (Daesang)                                      | Ha Ji-won                        | Indicado  |
| 2014 | Korea Drama Awards               | Melhor Drama                                                 | Empress Ki                       | Indicado  |
| 2014 | Korea Drama Awards               | Melhor Diretor de Produção                                   | Han Hee, Lee Sung-joon           | Indicado  |
| 2014 | Korea Drama Awards               | Prêmio Top Excelência, Ator                                  | Ji Chang-wook                    | Indicado  |
| 2014 | Korea Drama Awards               | Prêmio de Excelência, Atriz                                  | Baek Jin-hee                     | Indicado  |
| 2014 | APAN Star Awards                 | Prêmio Top Excelência, Ator em Série de Drama                | Joo Jin-mo                       | Indicado  |
| 2014 | APAN Star Awards                 | Prêmio Top Excelência, Atriz em Série de Drama               | Ha Ji-won                        | Indicado  |
| 2014 | APAN Star Awards                 | Prêmio de Excelência, Ator em Série de Drama                 | Ji Chang-wook                    | Indicado  |
| 2014 | APAN Star Awards                 | Melhor Atriz Coadjuvante                                     | Baek Jin-hee                     | Indicado  |
| 2014 | APAN Star Awards                 | Melhor Atriz Coadjuvante                                     | Yoon A-jung                      | Indicado  |